# 立憲民主党 (日本 2017)
立憲民主党（りっけんみんしゅとう、英: The Constitutional Democratic Party of Japan、略称: CDP）は、2017年10月に結党し、2020年9月14日に解党した日本の政党。民進党代表代行であった枝野幸男（元内閣官房長官）を中心に、立憲主義・草の根民主主義を掲げて結党された。
結成当初の略称は「民主党」 であったが、2019年4月から解党までの略称は「りっけん」であった。報道時は立憲民主、立憲民、立憲、立民。1字表記の際は、立と表記される。
立憲民主党は2020年9月14日付で解党し、9月15日に立憲民主党、旧・国民民主党、社会保障を立て直す国民会議、無所属フォーラムに所属していた議員の多数で、合流新党である立憲民主党を設立した。

## 概説
2017年9月の民進党代表選で前原誠司の対抗馬として出馬していた枝野幸男代表代行（当時） が、第48回衆議院議員総選挙を前に前原の率いる民進党が希望の党への事実上の合流を決めた際に民進党・旧民主党のリベラル派や左派を「排除する」との希望の党の小池百合子代表（当時）の方針・発言を受け、それに反発した議員の受け皿として結党した。2017年10月2日に結成を宣言し、その翌日に届け出た。旧日本社会党系のサンクチュアリ（赤松広隆グループ）や、リベラル色の強い国のかたち研究会（菅直人グループ）の所属の議員6人が結党に参加した。党職員にも、旧社会党の流れを汲む職員が多く参加している。
「立憲民主党」という党名は、かつて維新の党が民主党へ合流して党名を変更するにあたり公募した名称候補のうち2番目に多かったもので、最終候補として民主党側が提示した名前であった。この党名について枝野は、立憲主義や本当の民主主義を取り戻すという同党の立ち位置を示していると答えている。
同選挙では同党の公示前勢力であった16議席及び希望の党の50議席を上回る55議席を獲得し、衆議院では野党第1党となった。参議院では当初、同選挙結果を受けて開かれた特別国会後の入党者数名に留まっていたが、2018年5月の民進党解党以降、民進党に残留していた参議院議員の入党や無所属での会派入りが増え、2018年10月以降、2020年の解党時まで参議院においても野党第1会派であった。
英称は「Constitutional Democratic Party of Japan」。戦前の二大政党であった立憲民政党の英称も「Constitutional Democratic Party」であった。

## 党史

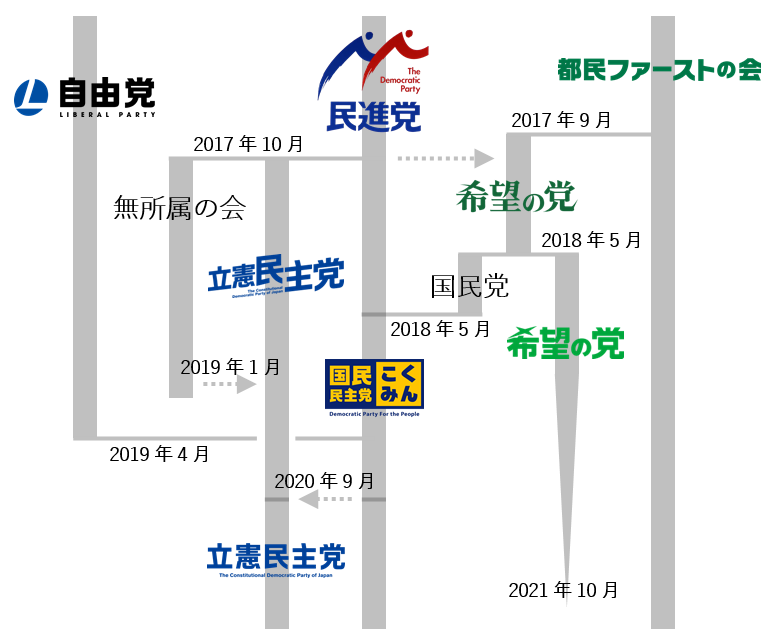
立憲民主党の系譜

### 前史
2016年3月27日、民主党と維新の党が合流する形で民進党が結成された。初代代表には岡田克也が就任した。しかしながら、旧民主党と同様に党内において政策の不一致を抱えており、日本共産党を含む枠組みでの野党共闘を巡っても党を二分する状況が続いていた。
同年9月15日に第2代代表に就任した蓮舫は、旧民主党政権時の首相であった野田佳彦を幹事長に据える人事を行い、旧社会党グループなどから反発を買った。
2017年7月2日の東京都議会議員選挙に際しては、候補者が相次いで離党し、民進党は過去最低の5議席に終わった。同年7月27日、蓮舫は引責辞任を表明。9月1日の民進党代表選挙で保守系の前原誠司がリベラル系の枝野幸男を破り当選したが、離党者は止まらなかった。その最中に衆議院解散・総選挙が行われるとの報道が飛び出した。

### 結党
| 民進党代表・前原誠司、希望の党代表・小池百合子 |  | 民進党代表・前原誠司、希望の党代表・小池百合子 |
| 民進党代表・前原誠司、希望の党代表・小池百合子 |  |                                                |

2017年9月25日、東京都知事の小池百合子は希望の党を結党。9月27日、民進党代表の前原誠司は、選挙で民進党が公認候補を擁立せず、希望の党への事実上の合流を党内で提案した。
9月28日、衆議院解散。同日午前、前原は党常任幹事会で合流を提案。同日午後の両院議員総会において前原は、「新しい器で民進党の理念や政策を実現する」と話し、すでに小池から「民進党所属だから排除するということはない」との言質を取っていた。合流提案に対して枝野幸男は、合流案を蹴った場合、離党者が続出し選挙を戦えないとみて、同僚の多くが希望から出馬できるならと「邪魔はしない」と伝えた。両院議員総会において反対意見はなく満場一致で提案が了承された。民進党の希望の党への合流により、野党共闘体制を袖にされた日本共産党・志位和夫委員長は同日、希望の党を「自民党の補完勢力」と非難した。かつての原則全選挙区での擁立方針に戻すことをこの時点では表明し、民進党と共産党と社会民主党の共闘は破綻した。
9月29日の東京新聞、中日新聞朝刊は東京大学先端科学技術研究センター教授の牧原出のコメントを掲載。牧原は「リベラル派は自力で結集を図るしかない。その結果、一つの核ができるかもしれない」と述べた。同日午後、小池は記者会見で、候補者としての公認要件を満たすかどうか議員を個別に審査し、「排除する」と宣言した。
9月30日未明、共同通信が「枝野幸男が無所属で出馬する方向で検討に入った。考え方の近い前議員らとの新党結成も視野に入れている」と報道。同日、民進党の現職、元職計15人の「排除リスト」が永田町に出回った。同日夜、枝野、長妻昭、辻元清美、近藤昭一、参議院議員の福山哲郎らは都内のホテルの一室に集まり協議。長妻は「討ち死にするのなら、派手に戦った方がいい」と新党の立ち上げを主張した
10月1日午前、枝野は「両院議員総会で、前原氏がみんなで新しい器で民進党の理念や政策を実現しようと言った。前提が違うなら私も納得できない」「理念政策が変わるなら、いろんな判断がある」と、新党結成の可能性に言及した。同日午後、阿部知子は藤沢市内での街頭演説後、報道陣に、「10月3、4日までに（リベラル系議員ら約10人で）新党を立ち上げる」と語った。SNSでは「枝野立て」のメッセージが拡散されていた。
希望の党は公認にあたり、十項目の「政策協定書」 への署名を求めたが、その内容や政治姿勢に民進党内のリベラル系の議員らが反発、あるいは希望の党への公認申請を断念した。政策協定書が出回りはじめた10月1日の夜、再び枝野、長妻、近藤、福山の4名が集まる。翌2日に枝野が1人で結党の記者会見を行うことが決まり、党名は「民主党」「新民主党」「立憲民主党」の3案から枝野が選ぶこととなった。福山はすぐに知人のデザイナーに3案のロゴ作成を依頼した。
10月2日午後5時からの会見を前に、枝野は前原に電話で決意を伝えた。「残念だけど新党を立ち上げる」と言うと、前原は「残念だね。これまで一緒にやってきたけど」と答えた。二人は1993年の衆院選で日本新党から初当選した同期であった。日本新党、新党さきがけ、民主党、民進党と同じ政党に所属しながら24年間にわたり友情を育んできたが、ついに決裂することとなった。枝野は会見で「政治家にとって理念や政策は何ものにも代えがたい、譲ってはならない筋である」と話し、リベラル系議員の受け皿として政治団体「立憲民主党」の結党を宣言。
10月3日午前、長妻は東京都選挙管理委員会を通じて総務大臣に政党としての結成を届け出た。結党メンバーは、枝野幸男、菅直人、赤松広隆、長妻昭、阿部知子、初鹿明博の6人。
10月4日、都内の選挙区で立憲民主党から立候補する意向の15人が記者会見した。この会見で海江田万里は「民主党、民進党の理念と政策を発展継承していくために加わった」と述べた。
10月5日未明、立憲民主党の公式Twitterのフォロワー数が、開設から4日目で11万人を突破し、主要政党の中で最多だった自民党を追い越した。
綱領は、所属議員がかつて所属した民進党のものを踏襲することとなった（#政策 を参照）。結党会見において枝野は、1970年代の一億総中流社会を例示しつつ、現在の格差や貧困の増大、それによる社会の分断に言及し、立憲主義とも関連づけながら、「こうした状況を変えていく責任、役割を果たしていかなければならない。そして安心できる、立憲主義や法の支配が、民主主義が、自由な、その中で社会の構成員がお互いさまに支え合い、お互いに認め合える、そんな社会をつくっていく」と語った。
元東京都知事の石原慎太郎はTwitter上で、希望の党へ合流せず、立憲民主党を結成した枝野について、「節を通した枝野は本物の男に見える」と述べた。一方で閣外与党・日本のこころ の中野正志代表は、党首討論会において、「（菅内閣の要職経験者が党要職を務める）立憲民主党に投票するのは、菅直人内閣を信任するようなもの」と批判した。なお、これに対し枝野代表は、「震災や原発事故への対応は全力を尽くしたが、至らない点がたくさんあった。だからこそ1日も早い脱原発に向けた責任や役割を背負っている」「経済については、実質経済成長率は現在より良かったはず。きちっと数値を調べてほしい」と話し、消費税の引き上げ反対については、当時の経済状況や、三党合意との相違点が生まれたこと、法人税や所得税等、税制全体の均衡が保たれるという複数の前提が崩れていることを理由としている。

### 第48回総選挙

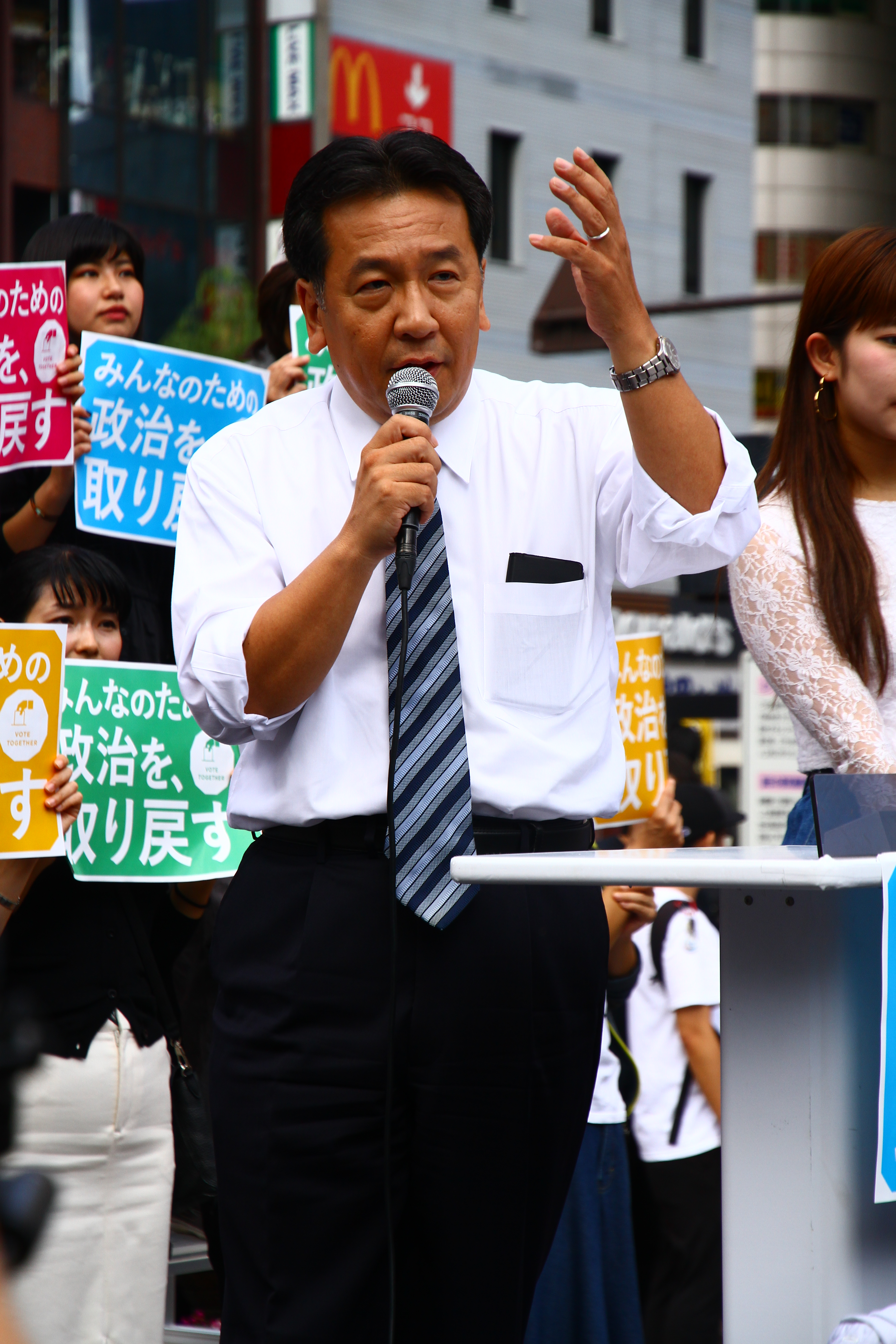
マイクを握る枝野代表

第48回衆議院議員総選挙では、共産党・社民党、無所属で立候補した旧民進党議員を含めて選挙区調整 を行なった結果、全小選挙区289のうち249選挙区で野党3党の一本化が行なわれた。10月9日、枝野はTBSテレビの番組にて行われた党首討論の中で、「他党と連立し政権を担うことは、どの党とも考えていない」「政権を組むには、より幅広く包括的に一致しないと回っていかない」と話した。
10月10日、総選挙公示。立憲民主党からは前職15人全員を含む78人（内訳は民進党出身者56人・自由党出身者2人・その他新人など20人）が立候補した。選挙期間中は、代表の枝野による街頭演説に数千人の聴衆が集まるなど注目が集まった。演説者と聴衆が一体となる会場づくりや、SNSを活用した情報発信にも工夫をこらし、公式Twitterのフォロワー数は国政政党において最多の19万人以上となった。
10月22日、総選挙執行。立憲民主党と希望の党の獲得議席数は以下のとおり。
| 党派       | 獲得議席 | 小選挙区               | 比例代表 |
| ---------- | -------- | ---------------------- | -------- |
| 立憲民主党 | 55       | 18 （追加公認1人含む） | 37       |
| 希望の党   | 50       | 18                     | 32       |

立憲民主党は計55議席と飛躍。野党第一党となった。なお、立憲民主党は比例東海ブロックで本来、5議席を獲得するはずだったが、名簿に4人の名前しか残っていなかったため、1議席分を自民党に譲渡した（この結果、自民党は東海ブロックの割り当てが7議席から8議席に増え、田畑毅が当選した）。
出口調査で支持政党と答えた割合は1割以下にとどまったものの、無党派層を対象とした調査では、読売新聞調査では30％、NHK調査では30％、時事通信社調査では28％ が立憲民主党に投票したと答えた。枝野は「国民の声をしっかりと受け止める仕組み作りを、勝ち上がった仲間と一緒に早急に進めていきたい」と述べた。

### 党の体制整備
10月24日、両院議員総会が開かれ、辻元清美政務調査会長に国会対策委員長を兼務させる人事を了承。福山哲郎幹事長ら他の党役員人事も確認した。枝野は、総会において「永田町の権力ゲームに右往左往するのではなく国民の方を向いていくことが大前提だ。内側の数合わせにコミットしていると誤解されれば期待はあっという間にどこかに行ってしまう」と発言し、野党再編について慎重な姿勢を示した。10月26日には、辻元清美国会対策委員長の政務調査会長兼務を解き長妻昭代表代行に兼務させるなどの人事を決定。
10月30日、正式な党本部を千代田区平河町のオフィスビルに設置したことを発表。また民進党を離党後、総選挙に無所属で出馬し当選した山尾志桜里衆議院議員を会派「立憲民主党・市民クラブ」に受け入れることを決定（ただし入党は見送り）。同日、唯一の参議院議員である福山幹事長が民進党会派を退会し、「会派に属さない議員」（いわゆる「無所属」）となった（11月1日の特別国会開会時点では、参議院に立憲民主党としての会派は存在しなかった）。10月31日、同党では初となる地方組織として愛知県連が発足した。
11月20日、枝野は民進党の地方議員に対し、立憲民主党に入党するか否か年内に決断して態度を表明するよう求める考えを示した。理由としては、民進党からの受け入れを優先するため民進党以外からの入党希望者の受け入れを保留してきたが、2019年の第19回統一地方選挙との関係で時間的に限界であることを挙げた。民進党は総支部を存続し地方議員も総支部長に就任できるよう党規約を改正する方針を決めており、地方議員の帰属は両党関係に課題を残すこととなった。

### 地方議員や参議院議員の入党
11月30日、民進党所属だった都議会議員の西沢圭太が地方議員初の立憲民主党入党を表明。12月19日には、前述の西沢をはじめ、都議や区議、市議、町議など東京都連から申請があった47人と名古屋市議と福岡県糸島市議の各1名の入党を承認。枝野代表の選挙区である埼玉5区の民進党地方議員6名全員が立憲民主党へ移籍する意向を固めた他、3区の同党衆議院議員の地方議員5名も移籍に向けた議論を始めるなど、民進党を離党して立憲民主党に入党する地方議員が相次いでいる。12月24日時点で、立憲民主党は北海道や東京など8都道府県で県連を設立した他、8県で県連の設立準備を進めている状況であった。また党勢拡大として地方議会選挙を重視しており、立憲民主党としての公認候補を擁立した2017年11月の名古屋市議東区補欠選挙、2018年1月の福岡県糸島市議選、2月の東京都日野市議選及び町田市議選で軒並み上位で当選する成果を収め、さらに、4月の練馬区議補選でも議席の獲得に成功した。
参議院でも、12月19日に無所属の川田龍平参議院議員が入党（入党届は8日に提出）した他、21日には風間直樹参議院議員と有田芳生参議院議員が入党を申請。そして22日には自治労出身の江崎孝参議院議員が連合の組織内候補としては初めて入党届を提出した。さらには、民進党の2代目代表を務めた蓮舫参議院議員も、12月26日に民進党に離党届を提出し同日付で入党届を提出した。

### 野党再編を巡って
2017年の年末より、民進党は希望の党・立憲民主党との3党による統一会派の結成を目指し、両党にオファーをした。しかし立憲民主側は、これを拒否。枝野代表は2018年1月4日の年頭会見において「終わった話だと思っているので、われわれを巻き込まないでいただきたい」と発言した。また、反対に統一会派の結成に前向きな姿勢を見せた希望の党に対しても「残念ながら希望の党と統一会派が組めると思っている方とは理念、政策が違うのではないか。そうした皆さんと果たして会派を一緒にできるのかというと大きな疑問符がつかざるを得ない」と指摘。
その一方で民進党愛知県連は2018年2月、2019年の統一地方選をにらみ、将来的な立憲民主党との合流を視野にいれて、愛知県議会議員や名古屋市議会議員などがメンバーの新政あいちを設立した。また神奈川県でも、立憲民主党や希望の党、民進系無所属議員による任意団体「自由民権会議＠神奈川」（民権＠かながわ）を4月に発足させる動きを見せるなど、民進系の再結集に向けた動きもある。
2月20日に行われた第9回常任幹事会では、同月2月15日に島根県連が設置（累計で17都道府県に地方組織が設置）された事、北海道や埼玉県、東京などで地方議員が新たに入党し、累計で118名になった事などが報告された。3月18日には高知県連が設立され、四国四県では初めて立憲民主党の県連設立となった。
3月29日、民進党は希望の党を吸収合併させる形で、新党を結成する方針を固めたことを表明。これに対し枝野代表は「永田町の数合わせのような権力ゲームに巻き込まれない」として新党構想には加わらない意向を改めて示した。4月2日の執行部役員会でも民進党の新党構想には応じない姿勢を再確認し、新党結成申し入れのための党首会談の呼びかけに対しても応じない姿勢を示した。
また、民進党と希望の党の合流の動きに反発した参議院議員の杉尾秀哉が民進党を離党し、立憲民主党に移籍した。
5月7日、民進党と希望の党の合流による「国民民主党」の結党を受けて、民進党に離党届を提出していた福田昭夫、小川敏夫、那谷屋正義など衆議院議員1人・参議院議員10人が同日、立憲民主党に入党届を提出し、8日全員の入党が承認された。また芝博一など無所属の参議院議員6人と共に院内会派「立憲民主党・民友会」を設立した。
9月20日、日吉雄太衆議院議員が自由党への移籍を理由に離党届を提出。10月18日に届出が受理され、立憲民主党結党以来初の国会議員の離党となった（同日に青山雅幸も離党）。
10月15日、フランスの「人民共和連合」党首と国際情勢に纏わる意見交換が行われた。
10月22日、参院会派「国民民主党・新緑風会」に所属していた長浜博行参議院議員の国民民主党離党により、立憲民主党の会派は参議院でも野党第1会派となった。12月25日には長浜と、旧民進党出身で無所属のまま立憲民主党の参議院会派に加わっていた芝博一、真山勇一、野田国義が入党。長浜の会派入りにより公明党会派25人と並んだ。
衆議院では立憲・国民両党に加わらなかった岡田克也元民進党代表らが、院内会派「無所属の会」で活動していたが、2019年1月16日に岡田ら9名は立憲会派に入会。これに合わせ、立憲民主党は衆議院の会派名を「立憲民主党・市民クラブ」から「立憲民主党・無所属フォーラム」に変更した。一方、立憲会派に加わらず、無所属の会に残留した野田佳彦元首相らは同日、会派名を「社会保障を立て直す国民会議」に変更した。

### 2019年統一地方選・参院選に向けて

#### 「単独主義」と「2段階戦略」
10月11日、立憲民主党と国民民主党、それに両党の支持母体である連合が、来年の参院選に向け、一人区をはじめとする選挙区の候補者について野党間で調整する必要性を確認する覚書を交わした。一方で複数区においては、旧民進勢力の結集を否定する「単独主義」をとり「複数区では立憲が1議席取る」として議員の取り込みを進めた。改選数が2人となる京都府選挙区での候補者擁立をめぐっても、候補者の一本化を求めつつ既に候補を10月に公認していた国民民主党を尻目に、枝野代表は「他党の動向は関係ない」と言い切り、12月16日に新顔の擁立を発表した。また、立憲の幹部は「国民民主党は来年の参院選までの政党」と説き、まず参議院選で国民民主党を解体し、次の衆院選（第49回衆議院議員総選挙）で政権と対決するという「立憲の2段階戦略」が野党で囁かれた。

#### 参議院野党第一会派を巡る動き
2019年1月22日夕方、国民民主党の玉木雄一郎代表と自由党の小沢一郎共同代表が東京都内のホテルで会談し、両党の合流へ向けての方針に合意したことが伝えられ、同月24日、衆参両院での統一会派結成に向けて合意した。これを受けた立憲側は、1月24日に福山哲郎幹事長が社民党の又市征治党首と会談し、参議院で統一会派を結成することを決めた。なお、参院での議員数が「国民+自由」「立憲+社民」の両統一会派でそれぞれ27人となる。3月6日、国民民主党の拡大総務会は、1月に離党届を提出し、立憲民主党への入党を希望していた藤田幸久参議院議員を除籍(除名)を正式決定した。これに伴い、藤田議員の立憲民主党への入党が認められ、参議院会派議員数は28人に増え、27に減る国民民主党会派を上回り野党第1会派に復帰した。

#### 次期衆議院選挙を巡る動き
2019年2月10日、代表の枝野は長崎県諫早市の党会合で次期衆院選で与党を過半数割れに追い込んで野党連立政権を樹立するため、政権構想の作業に着手する考えを示した。4月17日には、枝野が次期衆議院選挙に対し小選挙区で野党候補者の一本化を各党に呼びかける考えを明らかにした。当時、参院選に合わせて衆院が解散される可能性が取りざたされていたことに対するもので、立憲民主党が衆議院選挙に対する共闘のあり方について方針を示すのは初となる。

#### 第19回統一地方選挙
4月に行われた第19回統一地方選挙では、前半戦となる道府県議選・政令市議選において選挙前勢力を約3割上回る議席を獲得した。しかし、立憲・国民両党の議席の合計数は旧民主党の獲得議席を下回る結果となった。後半戦に行われた一般市議選では立憲・国民両党の議席の合計数は旧民主党をやや上回った。

#### 第25回参議院議員通常選挙
2019年7月の第25回参議院議員通常選挙では、改選9議席に対し、約2倍となる17議席を獲得したが、旧民進党が第24回参議院議員通常選挙で獲得した32議席を下回る結果となった。京都、大阪両選挙区で共産党にも後れを取り議席を獲得できず、比例の得票数ではれいわ新選組に政権批判票を奪われる形で伸び悩み、2017年の衆院選で獲得した1108万票を大きく下回る792万票にとどまった。無党派層からの投票先では、前回衆院選では立憲がトップであったが、今回、自民党に首位を奪還される形となった。また、「単独主義」路線により国民民主党の現職のいる静岡県選挙区に刺客候補の擁立を強行し、連日党幹部が応援に入るなど、野党間の主導権争いにエネルギーを注いだことも勢いを削いだ。選挙結果を受けて同党政調会長代理の山内康一は自身のブログで参院選を「事実上の敗北」と総括した上で、「政権獲得にはほど遠いという現実を直視し、真剣に党内で議論する必要がある」と記し、選挙戦略の見直しを執行部に求めた。

### 統一会派結成と合流構想

#### 民進系3党派の統一会派結成
参院選での伸び悩みを受け、党ベテラン議員らも野党結集に距離を置く枝野に対し柔軟な対応を求めるようになり、8月5日には、立憲民主党は国民民主党、社民党、旧民進党系の衆院会派「社会保障を立て直す国民会議」に対し、立憲民主党のエネルギー政策や選択的夫婦別姓制度などの法案に協力することを条件に衆議院で立憲会派に参加するよう呼び掛けを行った。「永田町の数合わせにはくみしない」と述べていた従来方針からの転換については、枝野は「フェーズが変わった」と説明した。これに対し国民民主党は対等な立場での結集を重視し、衆参両院での統一会派結成を要求するなどし、同月20日には立憲・国民両党首間で「それぞれが異なる政党であることを踏まえ、それぞれの立場に配慮しあうことを確認する」などとした上で衆参両院での会派合流に合意した。
両党首間での合意後も、会派名や人事、政策などを巡り、「立憲会派に国民が加わる」との認識の立憲側と、対等な合流を主張する国民側で調整が難航した が、9月19日に立憲・国民両党及び「社会保障を立て直す国民会議」の代表間で統一会派結成を合意した。衆院117人、参院61人が参加し、衆院では第2次安倍内閣発足以降最大規模の野党会派となる見通しとなった。また、合意を受けて安住淳ら3名の衆議院議員が立憲民主党に入党した。会派名は立憲が国民や社保に譲歩する形で衆院は「立憲民主・国民・社保・無所属フォーラム」、参院が「立憲・国民．新緑風会・社民」となり、衆院は現憲法下の1947年以降では最長の会派名となった。一方、会派人事を巡っては衆参両院で立憲が国会対策委員長のポストを確保するなど、立憲主導の陣容となった。また、参議院ですでに立憲民主党と会派を組んでいた社民党は、次期衆院選に向けて「党の存在感を無くさないため」として当初衆議院での会派合流に慎重姿勢を示していた が、9月27日には内閣改造・自民党役員人事を受けて「改憲シフト」が強まったと判断し、野党の結束を強化するためとして衆議院でも統一会派に参加する方向に方針転換した。9月30日、衆参両院の事務局に新会派の結成が届け出られ、衆院120人、参院61人の勢力となった。

#### 国民民主党・社会民主党などとの合流構想
統一会派結成を実現させた枝野は10月30日、国民民主党の小沢一郎に会談を呼び掛け、将来的な党の合流について意見交換を行った。国民佐賀県連が11月24日に「年内合流」を党本部に求める決議を採択すると、幹事長の福山は「立憲民主党を評価し、『一緒にやりたい』と言われたことはありがたい」と述べ、合流への期待感をにじませた。12月6日の野党党首懇談会で枝野は国民民主党、社民党と野田佳彦ら無所属議員に対し、「立憲民主党と共に行動してほしい。政権を担いうる政党を築き、次期衆院選で政権交代を現実のものにしたい」と述べ、事実上の合流を呼び掛けた。これに対し玉木らは提案を持ち帰り、党内などで検討する考えを示した。
立憲・国民両党の幹事長は12月19日から27日までの間7回にわたり合流協議を行い、「衆参両院一体で党合流を目指す」「立憲にない代表選規定を合流後速やかに策定する」「衆院選比例代表での名簿登載順位を（いずれの党出身者も）同一順位とする」とした方針で合意し、党首会談で党名や人事を含めて最終合意を目指すこととなった。枝野・玉木両党首は2020年1月7日から10日にかけて、非公式、公式含め10時間以上会談し詰めの協議を続けたが、立憲民主党の党名を維持したまま人事や政策含めた吸収合併を想定する立憲側と、対等合併を主張する国民側で議論は平行線となり、合意に至らなかった。
これを受け国民民主党では、津村啓介副代表や小沢一郎に近い議員らで構成される合流推進派議員21名が、15日の両院議員懇談会で「合流協議推進」を議題に両院議員総会を開くよう要求 し、枝野は翌16日に国民が両院議員総会で合流方針を決めない場合は協議を打ち切る可能性に言及した。20日に国民の両院議員総会が開かれ、津村が「立民と合流について基本合意を行う」ことなどを求める決議案を提出したが、賛成19、反対28、棄権6で反対多数となり、対等な合流を目指す玉木の交渉方針が信任された。翌21日に福山が国民の平野博文幹事長と会談し、平野は引き続き合流協議に応じるよう要請したが、福山はこれ以上の譲歩は難しいとの考えを示し、協議は当面見送られることになった。
社民党および野田佳彦らのグループは当初、立憲民主党への合流に前向きな姿勢を示していた が、国民民主党の合流が見送りになったことや、社民党では地方組織に慎重意見が根強くあることから、合流を先送りにする方針となった。また、岡田克也らによる議員グループ「無所属フォーラム」も、当面の合流はないとの認識を示した。

#### 参議院会派の解消検討とその中止
2020年3月には、信頼関係を再構築するために冷却期間をおくためとして、参議院における国民民主党などとの会派（立憲・国民．新緑風会・社民）を一時的に解消することも国民民主党との幹事長協議で検討されたが、3月30日の党役員会では統一会派の解消に向けた協議を棚上げすることが報告された。福山幹事長は記者団に対し新型コロナウイルスの感染拡大が理由と説明したが、立憲民主党の衆議院議員側の反対により、会派を解消する際に立憲民主党の党内で必要な両院議員総会の了承が得られる見込みが立っていなかった 。

#### 代表選規則制定と一般党員募集
2020年3月には、結党以来制定されていなかった代表選規則の制定を目指す動きが生じた。23日の役員会で代表選規則骨子案が了承、24日の常任幹事会で代表選規則骨子案 と党員募集計画案 が了承され、26日の両院議員懇談会で両案の意見集約が行われた。この時期に制定への動きが生じたのは、枝野代表の任期満了が9月に迫っている他、3月18日には山尾志桜里衆院議員から政府提出の改正新型インフルエンザ等対策特別措置法への党の意思決定をめぐり風通しはよくないと批判の上で離党届が提出され、若手議員からも密室で物事が決まっているとして現在の党運営への批判が出るなど、党内の声を反映した代表選びの仕組みをつくるべきだとの意見が上がっていたことが背景にある。代表選の投票権を有する一般党員を4月から募集し、5月までに2万人の獲得を目標とする一方で、年会費500円の「立憲パートナーズ」には投票権は付与しないとされていた。募集される一般党員の年会費については、24日の常任幹事会では、4000円で機関紙なしと6000円で機関紙ありとする２つの意見があった。
2020年3月24日には、3月中に開く両院議員総会で正式に決定すると報じられた。しかし、2020年4月6日の執行役員会において、代表選規則の正式決定に必要な両院議員総会の開催が新型コロナウイルスの感染拡大により難しいことから、代表選規則制定と党員募集を先送りすることが確認された。5月12日には、枝野がテレビ番組にて、6月に第三者機関を党に設置して代表選の実施方法を検討する意向である旨を発言した。
2020年6月17日に開催された両院議員総会において、代表選規則を決定した。代表選の立候補には、国会議員18人の推薦が必要である。代表選の投票資格は国会議員・国政選挙の公認候補予定者・地方議員と一般党員にあるとし、有権者の区分ごとに得票数をポイントに換算して傾斜配分する。「立憲パートナーズ」は代表選の有権者には含まれない。これにより、2020年9月中に初の代表選が実施される見通しとなった。
2020年6月には、代表選に向け一般党員（18歳以上の日本国籍を有する人で、党費は年間4000円）の募集を開始した。なお、2020年9月の代表選の投票資格を得るためには、2020年7月14日までに入党する必要があるとされた。

#### 合流協議の再開、新党へ
7月15日、半年ぶりとなる立憲、国民両党の合流協議が行われ、両党の幹事長が国会内で会談した。この中で立憲民主党側は従来主張していた「吸収合併」方式から転換し、両党を解党した上で新党を設立し、結党大会で党代表選を実施するなどの提案を行い、国民側に譲歩した内容となった。一方、新党の名称は「立憲民主党（略称・民主党）」とする意向を示した。また、同日に枝野は野田佳彦、岡田克也、小沢一郎とも会談し、国民側への提案に理解を求めた。
これに対し国民民主党側は新党名に「民主党」を推す意見が多数を占め、22日の幹事長会談では新党構想におおむね賛同するとしつつ党名については投票などを念頭に「民主的な手続き」での決定を要請する逆提案を行った。また、玉木は「新党を作る以上、（政策の）一致点があるべきだ」と述べ消費税率の時限的な減税や憲法改正に関する方針の一致についても立憲側に賛同を求める意向を示したが、平野は「共通認識の形成を」と口頭で求めるにとどめた。党名の扱いを巡っては、立憲民主党内のリベラル系グループである赤松グループが党名堅持を強く求めていることもあり、協議が膠着していた が、8月6日、国民民主党の小沢一郎が枝野と会談し党名について投票での決着を要請。立憲民主党側は翌8月7日の幹事長会談で同方針を受け入れる考えを示した。8月11日、国民民主党は臨時執行役員会を開き、4時間近く協議したが、最後まで意見がまとまらなかった。同日、玉木は記者会見し、同党を「立憲民主党への合流組」と「残留組」に分党すると表明し、自身は合流に参加しない意向を示した。
8月24日、立憲民主党、国民民主党と、統一会派内の無所属議員グループである「社会保障を立て直す国民会議」、「無所属フォーラム」の各幹事長が国会内で会談し、合流新党結成に向けた基本合意書に署名した。9月1日にはUAゼンセンや、電力総連など国民民主党を支持する6つの産別が、合流新党の綱領案に「原発ゼロ」の文言が入ったことや、「改革中道」の表現が盛り込まれなかったことを理由に組織内議員の合流を見送ると決定し、これを受け国民民主党内の9人の組織内国会議員が合流新党への不参加を決めた。
9月3日に合流新党への参加届出が締め切られ、翌4日に立憲・国民両党が合流新党への参加者を発表。立憲民主党では東京都知事選挙の対応を巡り離党を表明していた須藤元気を除く88名が新党に合流することとなった。9月10日に代表・党名選挙が実施され、枝野が新党の初代代表に選出、党名には枝野が掲げた「立憲民主党」が選ばれた。合流新党結成に伴う代表選挙への投票権は国会議員のみに与えられ、2020年6月に募集が開始された一般党員には党首選挙への投票権は与えられなかった。
9月11日に立憲民主党の両院議員総会が開かれ、14日に同党を解党し合流新党（新・立憲民主党）へ移行することを承認した。

### 新党結成後
新・立憲民主党結成後も、比例区で（旧）立憲民主党として当選した国会議員に失職議員が出た際は、（旧）立憲民主党の比例名簿をもとに次点の者が繰り上げ当選することになる。総務省は、（旧）立憲民主党が作成した比例名簿については、別の政党である新・立憲民主党がさかのぼって削除したり、書き換えたりすることはできないとしている。そのため、（旧）立憲民主党解党後の繰り上げ当選者は、新・立憲民主党以外の政党に所属することもある。また、当選の辞退を希望する者であっても政党が比例名簿から名前を削除できないので繰り上げ当選することとなり、当選後に辞職する必要が出てくる。

#### 衆議院選挙における繰り上げ当選
| 年月                   | 当選者                     | 選挙区                 | 失職議員               | 失職事由               |
| ---------------------- | -------------------------- | ---------------------- | ---------------------- | ---------------------- |
| 2017年（平成29年）10月 | 第48回衆議院議員総選挙     | 第48回衆議院議員総選挙 | 第48回衆議院議員総選挙 | 第48回衆議院議員総選挙 |
| 2020年（令和2年）11月  | 松尾明弘（新・立憲民主党） | 比例東京               | 初鹿明博（無所属）     | 辞職                   |
| 2021年（令和3年）8月   | 山崎摩耶（新・国民民主党） | 比例北海道             | 本多平直（無所属）     | 辞職                   |

#### 参議院選挙における繰り上げ当選
| 年月                  | 当選者                   | 選挙年                   | 選挙区                   | 失職議員                 | 失職事由                 |
| --------------------- | ------------------------ | ------------------------ | ------------------------ | ------------------------ | ------------------------ |
| 2019年（令和元年）7月 | 第25回参議院議員通常選挙 | 第25回参議院議員通常選挙 | 第25回参議院議員通常選挙 | 第25回参議院議員通常選挙 | 第25回参議院議員通常選挙 |
| 2022年（令和4年）7月  | 第26回参議院議員通常選挙 | 第26回参議院議員通常選挙 | 第26回参議院議員通常選挙 | 第26回参議院議員通常選挙 | 第26回参議院議員通常選挙 |
| 2024年（令和6年）4月  | 市井紗耶香               | 2019年参院選             | 比例（立憲）             | 須藤元気（無所属）       | 退職                     |
| 2024年（令和6年）4月  | 奥村政佳                 | 2019年参院選             | 比例（立憲）             | 市井紗耶香               | 辞職                     |

## 理念

### 立憲主義
立憲主義を結党の理念とする。これは、憲法によって政治権力の専制化や恣意的な政治支配を制限あるいは抑制、防止しようとする政治思想である。政策パンフレットにも、「立憲民主党とは、日本に立憲主義を回復させ、互いの違いを認め合い、ともに支え合う社会を実現する政党です。」とある。
この考え方を前面に押し出した理由として代表の枝野幸男は、森友学園問題や加計学園問題、違憲との意見もありながら2016年に施行された安保法制を例示している。

### 草の根民主主義
上述の立憲主義の他、草の根民主主義を結党の理念としている。結党直後の演説において枝野幸男は、一億総中流と言われたすべての人が安心して暮らせた時代の日本社会を取り戻すことなどの目標を訴えるとともに、そうした政策実現に向けたプロセスにおいて、現在のトップダウン型（リーダーが意思決定しその実行を下に伝達する上意下達方式）ではなく、ボトムアップ型（下からの意見を吸い上げて全体をまとめていく下意上達方式）の経済や社会に変えていかなければならないとの認識を示した。
草の根からの民主主義こそが本当の民主主義であるとし、上からの民主主義に歯止めをかけ、草の根からの民主主義を取り戻そうと訴えている。
2017年12月に決定された綱領にも、「立憲主義を守り、草の根からの民主主義を実践します」と記されている。

### 「保守」か「リベラル」か「中道左派」か
初代代表の枝野幸男は、かつて民主党に属していた頃から立憲民主党の結党後に至るまで、一貫して自身を「保守」・「保守本流」と自任・自負し続けており、（一部の党所属議員や党支持層からの猛反発を受けながらも）立憲民主党の幹部である福山哲郎や蓮舫を連れて新年の初詣で（「保守」イメージの強い）伊勢神宮や出雲大社を参拝しているほか、（産経新聞によれば）立憲民主党の幹部も枝野を「保守政治家」と評している。
立憲民主党の支持者・支持層についても、産経新聞は、フジニュースネットワークと合同で行った世論調査の結果に基づき、個々の政策に対する支持・不支持などから、立憲民主党の支持者・支持層を「昔ながらの左派・リベラルというより、ある意味で『保守的』ともいえる」と評している。
一方で、国内外のメディア等から立憲民主党は「リベラル」、「中道左派」、「左派」、「進歩的」 等と評されることがある。
この点につき、前述のように一貫して自身を「保守」・「保守本流」・「保守政治家」と自任・自負し続けている枝野は、「そもそも概念論として、リベラルと保守は対立概念ではない。かつての（自民党の）大平正芳さんや加藤紘一さんは『保守だけどリベラル』と言っていました。あえて言うと、私の立ち位置はその辺」・「やっぱり、自由を大事にして多様な価値観を認めて、自由放任な自己責任論ではなくて、お互いに支え合うことを大事にする。これはリベラルであると同時に保守なんですよ。だから『保守ではない』と言われると、『ちょっと違うんだけどなぁ』と思いますし。他党のことで申し訳ないけど、共産党さんはリベラルではないでしょ？」・（「リベラル」の定義を尋ねられて）「多様性を認めて、社会的な平等を一定程度の幅で確保するために、政治行政が役割を果たすという考え方です。これは、かつての自民党そのものです。だから、保守とリベラルは対立しない」・（「保守」の定義を尋ねられて）「歴史と伝統を重んじて急激な変化を求めない。積み重ねた物を大事に、ちょっとずつ世の中を良くしていく考え方」・「安倍さんの自民党は保守ではないですよ。これこそ、革新ですよ。申し訳ないけど（自民党の）安倍さんも（希望の党の）小池さんも保守ではない。」・（枝野が大事にしたい「保守の伝統」を尋ねられて）「『和を以て尊しとなす』。まさに日本の歴史と伝統といったときに、一番古い、そして一貫している日本社会の精神です。『和を以て尊し』だから、多様性を認めているんですよ。日本は数少ない多神教文明ですからね。唯一絶対の価値ではないんです。日本社会は、もともとリベラル」と述べた上で、自身が立ち上げた立憲民主党の立ち位置として「保守リベラルから中道左派のリベラルまで、リベラル勢力と言われるところがぽっかり空いてるのは間違いない。保守の対立概念じゃない。」と述べている。
産経新聞は、前述のフジニュースネットワークと合同で行った世論調査の結果を受けた結論として「立民支持層を特徴付ける最大公約数は『安倍政権を支持しない』の一点に尽きるのかもしれない。野党第一党なので当然といえば当然だが、その意味では『反安倍』を前面に打ち出す戦略が理にかなっているのだろうか。」と分析している。

## 政策
旧民主党・旧民進党のなかでも社会党や新党さきがけなどのリベラル系政党出身者が多数を占めることから政策もそれらの政策を引き継いだものが多い。

### 綱領
2017年10月2日の結党宣言の際に定められた綱領は、結党メンバーがかつて所属した民進党の綱領と完全に同じ内容の文書であり、「自由」「共生」「未来への責任」を結党の理念とし、「生活者」「納税者」「消費者」「働く者」の立場に立つとした上で、「自由と民主主義に立脚した立憲主義を守る」「共生社会をつくる」「未来への責任　改革を先送りしない」「人への投資で持続可能な経済成長を実現する」「国を守り国際社会の平和と繁栄に貢献する」という5つの項目にまとめた目標が掲げられていた。2017年12月26日に立憲民主党は、民進党とは異なる独自の綱領を新たに決定した。
立憲民主党として決定した独自の綱領には、「立憲主義に基づく民主政治」と「多様性を認め合い、困ったときに寄り添い、お互いさまに支え合う社会」の実現を結党の理念とした上で、「立憲主義を守り、草の根からの民主主義を実践します」「未来への責任をまっとうし、活力ある共生社会をつくります」「公正な分配により人間のための経済を実現します」「国を守り国際社会の平和と繁栄に貢献します」という4つの項目にまとめた目標を掲げられている。

### 基本政策
2017年12月28日、立憲民主党は、「国のかたち」「外交・安全保障」「共生社会」「教育・子ども・子育て」「暮らしの安心」「経済、産業、農林水産業」「エネルギー・環境」「災害・震災復興」の七項目に整理された党の基本政策を発表した。

### 選挙公約
党の政策パンフレット「国民との約束」（2017年10月7日発表）では、「まっとうな政治」をスローガンに以下の5つの政策が掲げられている。
1. 生活の現場から暮らしを立て直す
富裕層と貧困層に二極化が進む現状を打開するため、中間層を再生できるよう、長時間労働の規制・最低賃金の引き上げを行う。また、同じ価値の労働に同じ賃金を払う仕組みを実現し、女性に対する雇用・賃金差別をなくす。
2. １日も早く原発ゼロへ
使用済み核燃料の処理などに関する具体的なロードマップ（工程表）を示す「原発ゼロ基本法」を策定する。再生可能エネルギー・省エネ技術への投資拡大により、原発ゼロを単なるスローガンにしない。
3. 個人の権利を尊重し、ともに支え合う社会を実現する
画一的で大量生産型の社会モデルから、個性や創造性を活かした社会モデルへと移行を図る。LGBT差別の解消や、選択的夫婦別姓・国政選挙でのクオータ制を導入する。また治安を守るため、カジノは解禁しない。
4. 徹底して行政の情報を公開する
政治が一部の権力者に私物化され、大切な情報が隠蔽されているという懸念を解消する。そのため、特定秘密保護法を廃止し、情報公開法を改正して行政の透明化を図る。また、企業団体献金を禁止する。
5. 立憲主義を回復させる
憲法のもとで専守防衛（他国に先制攻撃を行わず防衛に徹すること）を維持するため、集団的自衛権（他国から同盟国が攻撃された場合に武力行使をする権利）を認めている安保法制や、集団的自衛権の容認を前提とした憲法9条変更に反対する[271]。
その代わりとして日本の安全保障のために、「領域警備法」を制定し、憲法の枠内で「周辺事態法」を強化することで、専守防衛を軸とする現実的な政策を推進する。北朝鮮に対しては対話のテーブルにつかせるため、国際社会と連携し圧力を強める。
憲法上や法律上の問題点が指摘される「共謀罪」（テロ等準備罪）[272] を廃止し、代わりに水際対策など真に実効性のあるテロ対策を行う。

### 憲法
2017年12月7日、立憲民主党は『憲法に関する当面の考え方』を発表し、「日本国憲法を一切改定しないという立場は採らない。立憲主義に基づき権力を制約し、国民の権利の拡大に寄与するとの観点から、憲法に限らず、関連法も含め、国民にとって真に必要な改定があるならば、積極的に議論、検討する。」「いわゆる護憲と改憲の二元論とは異なる、「立憲的憲法論議」を基本スタンスとする。」という基本姿勢を示した。
『憲法に関する当面の考え方』は、上述の基本姿勢に続いて、安全保障法制（平和安全法制）が憲法違反であることを指摘している。また、自民党などから主張されている自衛隊加憲論（日本国憲法第9条改定案）に対しては、現行日本国憲法第9条が空文化してしまうことへの懸念などから反対であることを明記している。
検討に値する項目として、下記があげられている。
- 日本国憲法第53条に定められる国会から内閣への臨時国会召集要求には、内閣がそれに応じなければならない期限の定めがない。2017年第194回国会においては野党の要求から3ヶ月放置された上、臨時国会の冒頭で内閣が衆議院を解散したことを問題視し、期限を記述するかを検討するとしている。
- 現状、内閣総理大臣による衆議院の解散は、日本国憲法第7条を根拠としており、現状、政権にとって都合の良い時に解散することが可能となっている。「そもそも議会の解散制度は、君主側が民選議会に対する抑制手段として行使してきたという歴史があり、民主政治の発達とともに解散権の行使は抑制されるようになってきている。」と指摘したうえで、すでに改革が行われているイギリス（2011年議会任期固定法）などの先例を参考に、内閣の衆議院解散権の制約を検討するとしている。
- 知る権利に関する検討を明記している。「基本的人権の中でも、表現の自由は特に重要な人権である」とした上で、「表現の自由が民主主義のプロセスにとって有効に機能するためには、その前提として十分かつ正確な情報に接していることが必要である」と指摘し、公文書管理や情報公開を通じた知る権利の保障、その他の新しい人権についても議論を進めるとしている。

また、『憲法に関する当面の考え方』を改訂した『憲法に関する考え方～立憲的憲法論議～』において
- 「国政調査権について（略）多数決原理でよいのかどうかについて、議論を進める。」と明記している
- 「（憲法改正に関する）国民投票について（略）絶対得票率を定めるのであれば、憲法96条に明記することが望ましい。」と明記している[275]。

### 脱原発
立憲民主党は第48回衆院総選挙に於いて「原発ゼロ基本法の策定」を選挙公約に掲げた。選挙後の2017年12月7日に行われたエネルギー調査会の初会合で2018年の通常国会で原発ゼロ法案を提出する方針を確認。法案策定に向け、日本各地でタウンミーティングを行い、2018年2月22日の党政調審議会で原発ゼロ基本法案を了承。3月9日に日本共産党や社民党、自由党と共に国会へ共同提出した。なお共同提出に際し、希望の党や民進党にも呼びかけを行ったが、2党は共同提出には同調しなかった。法案では、民進党時代における「2030年代原発ゼロ」という具体的な年限は設けず、「法施行後5年以内」に全原発を廃炉とする目標を掲げ、原発の再稼働と新規増設の禁止も盛り込まれた。

### 農業
前身の民主党政権時に農業者戸別所得補償制度を実施しており、食料自給率の安定・上昇や、農村・自然環境を維持することにつながったと党首の枝野は述べている。都市部でのみ支持を集める都市型政党から脱却するべき農業を重視する戦略に転換しつつある という評価がある一方、まだ厚い保守基盤である農業従事者への支持拡大には至っていないというのが2020年までの状況であった。

## 役職

### 代表
代表の任期は3年（就任から3年後の9月まで）である。枝野幸男代表の任期は2020年9月までとなっていた。代表選に関する規則は2020年6月に制定された。（旧）立憲民主党において代表を改選することなく、2020年9月14日に解党し（新）立憲民主党へ移行した。
| 代 | 代表 | 代表     | 在任期間                                                           |
| -- | ---- | -------- | ------------------------------------------------------------------ |
| 1  |      | 枝野幸男 | 2017年（平成29年）10月3日 - 2020年（令和2年）9月14日（解党のため） |

### 党役員
役員及び役職者等の任期は、立憲民主党規約に特段の定めのある役職を除き、代表の任期にあわせるとされている。
- 2019年（令和元年）10月29日現在

| 役職                       | 人物       | 衆参別 |
| -------------------------- | ---------- | ------ |
| 代表                       | 枝野幸男   | 衆議院 |
| 代表代行 選挙対策委員長    | 長妻昭     | 衆議院 |
| 副代表 組織委員長          | 佐々木隆博 | 衆議院 |
| 副代表 参議院幹事長        | 蓮舫       | 参議院 |
| 幹事長                     | 福山哲郎   | 参議院 |
| 幹事長代行 団体交流委員長  | 辻元清美   | 衆議院 |
| 幹事長代理                 | 大串博志   | 衆議院 |
| 筆頭副幹事長               | 青柳陽一郎 | 衆議院 |
| 政務調査会長               | 逢坂誠二   | 衆議院 |
| 政務調査会長筆頭代理       | 石橋通宏   | 参議院 |
| 政務調査会長代理           | 阿久津幸彦 | 衆議院 |
| 政務調査会長代理           | 山内康一   | 衆議院 |
| 政務調査会長代理           | 水岡俊一   | 参議院 |
| 政務調査会筆頭副会長       | 本多平直   | 衆議院 |
| 国会対策委員長             | 安住淳     | 衆議院 |
| 国会対策委員長代理         | 武内則男   | 衆議院 |
| 国会対策委員長代理         | 黒岩宇洋   | 衆議院 |
| 国会対策委員会筆頭副委員長 | 手塚仁雄   | 衆議院 |
| 参議院議員会長             | 長浜博行   | 参議院 |
| 参議院国会対策委員長       | 芝博一     | 参議院 |
| 参議院議員会長代行         | 那谷屋正義 | 参議院 |
| 常任幹事会議長             | 川内博史   | 衆議院 |
| 両院議員総会長             | 荒井聰     | 衆議院 |
| 代議士会長                 | 横光克彦   | 衆議院 |

### 顧問
| 役職     | 人物       | 衆参別 |
| -------- | ---------- | ------ |
| 最高顧問 | 菅直人     | 衆議院 |
| 最高顧問 | 海江田万里 | 衆議院 |
| 常任顧問 | 中川正春   | 衆議院 |

## 組織

### 党大会
結党後初めての党大会は、2018年9月29日と30日に東京都内で開かれた。親しみを持てるよう「立憲フェス2018」と命名されている。30日には今後1年間の活動方針を正式に採択した。立憲フェスでは、党の政策や活動を紹介するブースの他、党所属議員らによるトークイベントやワークショップ、お笑いライブなども行われ、準党員「立憲パートナーズ」ら約1500人が参加した。2019年11月29日に公表された政治資金収支報告書では「立憲フェス2018」には運営関連費・広報業務委託費として博報堂に約6,463万円、ブルージャパン株式会社に約3,121万円が支出された。なお2018年度の収支報告書では博報堂には第48回衆議院選挙・関連業務代、WEB掲載関連費、ガイドブック・ポスター代などの名目で約4億9,608万円、ブルージャパンには約1億7,015万円支出している。
2019年の党大会は、2019年9月30日に国会内で開催された。2018年は党大会と同時に開催された「立憲フェス」については、2019年は党大会と同時には開催されなかった。
2020年2月16日に、党大会を「立憲フェス2020」として開催し、年間の活動方針を決定した。「立憲パートナーズ」ら約1200人が参加した。党大会における活動方針では、代表選規則の策定について「検討作業を加速していく」と表現されたものの、代表選規則の策定は先送りされている。なお、2019年12月10日の記者会見では、福山幹事長は、党員・パートナーの制度、20年の予算などが議案になるとしていた。

### 執行役員会
党務に関する重要事項の意思決定機関である執行役員会は、代表、代表代行、幹事長及び代表の指名する役員で構成する（党規約11条2項）。特に代表・幹事長・代表代行を「党三役」と称す。
- 歴代の立憲民主党執行役員会役員

| 代表     | 代表 代行 | 副代表   | 副代表     | 副代表   | 幹事長   | 幹事長 代行 | 政務調査 会長 | 国会対策 委員長 | 選挙対策 委員長 | 組織 委員長 | 団体交流 委員長 | 参議院 議員会長 | 参議院 幹事長  | 就任年月      |
| -------- | --------- | -------- | ---------- | -------- | -------- | ----------- | ------------- | --------------- | --------------- | ----------- | --------------- | --------------- | -------------- | ------------- |
| 枝野幸男 | 長妻昭    | 近藤昭一 | 佐々木隆博 |          | 福山哲郎 |             | 辻元清美      |                 |                 |             |                 |                 |                | 2017年10月6日 |
| 枝野幸男 | 長妻昭    | 近藤昭一 | 佐々木隆博 | 長妻昭   | 福山哲郎 | 辻元清美    | 近藤昭一      | 佐々木隆博      | 2017年11月1日   |             |                 |                 |                |               |
| 枝野幸男 | 長妻昭    | 近藤昭一 | 佐々木隆博 | 長妻昭   | 福山哲郎 | 辻元清美    | 近藤昭一      | 佐々木隆博      | 蓮舫            | 蓮舫        | 2018年5月14日   |                 |                |               |
| 枝野幸男 | 長妻昭    | 辻元清美 | 佐々木隆博 | 長妻昭   | 福山哲郎 | 辻元清美    | 長妻昭        | 佐々木隆博      | 蓮舫            | 蓮舫        | 佐々木隆博      | 福山哲郎        | 2018年10月24日 |               |
| 枝野幸男 | 長妻昭    | 辻元清美 | 佐々木隆博 | 逢坂誠二 | 福山哲郎 | 辻元清美    | 長妻昭        | 佐々木隆博      | 蓮舫            | 蓮舫        | 佐々木隆博      | 福山哲郎        | 2019年2月12日  |               |
| 枝野幸男 | 長妻昭    |          | 佐々木隆博 | 逢坂誠二 | 福山哲郎 | 辻元清美    | 長妻昭        | 佐々木隆博      | 蓮舫            | 蓮舫        | 安住淳          | 辻元清美        | 長浜博行       | 2019年9月19日 |

### 政務調査会
政務調査会（せいむちょうさかい）は、立憲民主党の政策部会である。
- 部会

内閣部門会議、災害対策部門会議、消費者部門会議、総務部門会議、法務部門会議、外交部門会議、安全保障部門会議、財務金融部門会議、文部科学部門会議、厚生労働部門会議、農林水産部門会議、経済産業部門会議、国土交通・沖縄北方問題部門会議、環境・原子力部門会議、行政改革部門会議、政治改革部門会議
- 調査会

憲法調査会、税制調査会、エネルギー調査会、経済政策調査会、自治制度調査会
- 本部

拉致問題対策本部、震災復興対策本部、ジェンダー平等推進本部

### 地方組織
2020年6月1日現在、石川・富山を除く45都道府県に県連が設置されている。

### 党員・パートナーズ
党結成以来、党員は国会議員と地方議員や総支部長らに限定されていた。2020年6月以降は、一般党員（18歳以上の日本国籍を有する人、党費4000円）を募集している。党費には、機関紙購読料の2000円が含まれている。一般党員には代表選挙の投票権があるとされていたが、募集開始から3ヶ月後には国民民主党の議員などと新党を結成する運びとなり、一般党員には新党結成に伴う党首選挙への投票権は与えられなかった。
準党員制度としては、民進党の「サポーター」を参考にした「パートナーズ」があり、2018年4月16日より募集が開始された。上記の一般党員が募集される前には、「パートナーズ」を一般党員と記載した報道もある。
パートナーズの要件として、18歳以上の個人である必要がある。パートナーズの年会費は500円である。パートナーズにはネット上で申し込めるが、党大会での議決権や、代表選挙の投票権はない。外国人でも加入できることから、違法な外国人献金の抜け道となるのではとの批判もある。
2018年8月30日には、立憲民主党東京都連合主催のパートナーズ集会が開催され、1200人ほど参加した。同月、京都でも立憲民主党京都府連が「パートナーズ」対象の集会を開いている。
2018年10月には党員数は未集計であったが、2019年9月には党員とパートナーズをあわせて5～6万人である。
| 集計日時      | 党員数 | 備考                                                                                           |
| ------------- | ------ | ---------------------------------------------------------------------------------------------- |
| 2017年10月1日 | 80     | [ 307 ]                                                                                        |
| 2018年11月6日 | 762    | [ 308 ]                                                                                        |
| 2019年10月1日 | －     | 集計中・集計していない・非公表または党員がいないのいずれかの理由により、数字が記載されていない |

## 党勢

### 衆議院
| 選挙       | 年     | 代表     | 当選/候補者 | 定数 | 議席占有率 | 得票数（得票率）   | 得票数（得票率）     | 備考                       |
| 選挙       | 年     | 代表     | 当選/候補者 | 定数 | 議席占有率 | 選挙区             | 比例代表             | 備考                       |
| ---------- | ------ | -------- | ----------- | ---- | ---------- | ------------------ | -------------------- | -------------------------- |
| （結党時） | 2017年 | 枝野幸男 | 6/-         | 475  | 1.26%      |                    |                      | 入党+10                    |
| 第48回     | 2017年 | 枝野幸男 | 54/78       | 465  | 11.61%     | 4,726,326（8.53%） | 11,084,890（19.88%） | 追加公認+1、入党+6、離党-5 |

### 参議院
| 選挙       | 年     | 代表     | 当選/候補者  | 非改選 | 定数 | 議席占有率 | 得票数（得票率）    | 得票数（得票率）    | 備考                    |
| 選挙       | 年     | 代表     | 当選/候補者  | 非改選 | 定数 | 議席占有率 | 選挙区              | 比例代表            | 備考                    |
| ---------- | ------ | -------- | ------------ | ------ | ---- | ---------- | ------------------- | ------------------- | ----------------------- |
| （結党時） | 2017年 | 枝野幸男 | 0/-          | -      | 242  | 0%         |                     |                     | 入党+24                 |
| 第25回     | 2019年 | 枝野幸男 | 17（+1※）/42 | 15     | 245  | 13.06%     | 7,951,430（15.79%） | 7,917,720（15.81%） | ※党籍を持つ無所属候補+1 |

### 地方政治
- 地方議員：774人[8]
  - 都道府県議会：人
  - 市区町村議会：人

## 派閥
国のかたち研究会（菅グループ）とサンクチュアリ（赤松グループ）が存在し、結党当初は民進党との超党派グループとして活動していた。前者は社会民主連合や新党さきがけ出身議員が多い一方、後者は社会党出身議員や総評系労組出身議員が中心である。いずれも、最大規模を有しており特に赤松グループは総評系議員を中心に約30人が所属していると報じられた。
また花斉会（野田グループ）と直諫の会が国民民主党との超党派グループ（野田グループは結党当初は民進党・（旧）希望の党との超党派グループ）として活動していた。野田グループは新進党や日本新党などの出身議員を中心とし、直諫の会はみんなの党や維新の党出身の議員が中心であった。

## 支援団体・支持母体

### 市民連合
安保法制の廃止と立憲主義の回復を求める市民連合（通称：市民連合）は、もともと、民進党、日本共産党、社会民主党、自由党と連携していたが、2017年の第48回衆議院議員総選挙を前に民進党が分裂した際、安保法制（平和安全法制）を容認するとされた希望の党とそれに合流する方針を示した民進党を批判して希望の党との共闘を否定、そして民進党と袂を分かった枝野らリベラル派が立憲民主党を結党すると、市民連合は立憲民主党と共闘することを表明した。希望の党が母体の民進党とともに国民民主党を結党した2018年5月にも、市民連合は改めて2017年の民進党の希望の党合流論の経緯に批判的に言及するとともに、「これからも立憲民主党、日本共産党、社会民主党、自由党とさらに意見交換や政策協議を重ね……」と、共闘対象の筆頭に立憲民主党の名を挙げている。

### 労働組合
これまで民進党を支援した日本労働組合総連合会（連合）では、傘下の日本私鉄労働組合総連合会（私鉄総連）が2019年の参院選で立憲民主党から組織内候補を擁立することを決定。全日本自治団体労働組合（自治労）も立憲民主党を支援対象に加えたほか、日本教職員組合（日教組）も元参院議員を組織内候補として出馬させる方針 を決めるなど、旧総評系を中心に立憲民主党を支援する産業別労働組合が多い。情報産業労働組合連合会（情報労連）も組織内候補から当選の吉川沙織らが立憲民主党に入党したほか、日本郵政グループ労働組合（JP労組）も組織内候補から当選の難波奨二らが立憲民主党に入党した。産経新聞は、第48回衆議院議員総選挙の期間中、すでに「連合左派の立憲民主支援鮮明」として、左派系労組とされる旧総評系の立憲民主党への支持が鮮明になっているという認識を示していた。旧社会党を支持していた労組の多くが立憲民主党を支持する形となった。一方旧民社党支持労組の多くは国民民主党を支持する傾向となっている。
一方、立憲民主党が提出を進めている原発ゼロ法案に対し全国電力関連産業労働組合総連合電力総連が強く反発したほか、旧同盟系労組は民進党と国民党が合流して結成された国民民主党を支持する動きがあるなど、各労組で対応が分かれ始めている。
2018年5月、連合は、立憲民主党との間で正式に政策協定を結び、その際、同様の政策協定を国民民主党との間でも結ぶ考えも示した。
2019年の参院選では立憲民主党比例で当選した候補者のうち上位5名が連合組織内となった。